# Some Friendly
Some Friendly — дебютный студийный альбом британской рок-группы the Charlatans, изданный 8 октября 1990 года компанией Situation Two, дочернем импринте английского инди-лейбла Beggars Banquet Records.

## История
После распада группы The Gift Horses басист Мартин Блант, вокалист и гитарист Баз Кетли и барабанщик Джон Брукс собрались и провели джем-сейшн, положив начало группе The Charlatans в 1988 году. Они пригласили несколько клавишников, прежде чем нашли того, кто подходил по звучанию к их замыслу. Однако этот новый клавишник умер после 4—5 репетиций. Тогда Блант пригласил Роба Коллинза, который играл в группе с Брукс, когда они были подростками. Группа записала два демо-записи и начала искать менеджера. Стив Харрисон, владелец музыкального магазина Omega Music, интересовался менеджментом групп. Блант, которого он знал по работе в Makin’ Time, связался с Харрисоном, чтобы тот посмотрел выступление его группы. После выступления Харрисон был впечатлен и согласился управлять группой. Первое внимание со стороны национальных музыкальных изданий к The Charlatans пришло в августе 1988 года, когда они выступали в качестве поддержки Broken English в Walsall Overstrand; сет The Charlatans был принят довольно вяло.

## Отзывы
| Оценки критиков      | Оценки критиков |
| Источник             | Оценка          |
| -------------------- | --------------- |
| Entertainment Weekly | B+              |
| New Straits Times    | [ 11 ]          |
| NME                  | 8/10            |
| Select               | 2/5             |
| Sounds               | [ 12 ]          |
| The Village Voice    | C               |

После выхода альбом Some Friendly получил смешанные отзывы музыкальных критиков, многие из которых подчеркивали скорее влияние группы, чем современность ее звучания. Партии клавишных Коллинза были высоко оценены, но вокал Берджесса получил негативные комментарии.
Видерхорн сказал, что в отличие от Stone Roses, Charlatans «твердо стоят на земле». Он назвал альбом «пышным и теплым, изобилующим крутящимися ритмами и успокаивающими мелодиями». Р. С. Мурти из New Straits Times сказал, что песни «приятные, но едва ли пронзительные», а тексты «граничат с батетикой». Автор Entertainment Weekly Элиса Гарднер сказала, что группа успешно «уловила угрюмость многих роков конца 60-х и, в своих лучших работах… мерцающую плавучесть поп-музыки той эпохи».
| Оценки критиков                   | Оценки критиков |
| Источник                          | Оценка          |
| --------------------------------- | --------------- |
| AllMusic                          | [ 17 ]          |
| Alternative Rock                  | 8/10            |
| The Encyclopedia of Popular Music | [ 19 ]          |
| MusicHound Rock                   | 4/5             |
| The New Rolling Stone Album Guide | [ 21 ]          |
| Record Collector                  | [ 22 ]          |

### Итоговые списки
| Публикация   | Список             | Ранг | Ссылка |
| ------------ | ------------------ | ---- | ------ |
| Melody Maker | Albums of the Year | 6    | [ 23 ] |
| Sounds       | Albums of the Year | 25   | [ 23 ] |

## Список композиций
По данным буклета альбома
| №   | Название                                          | Автор(ы)                                                    | Длительность |
| --- | ------------------------------------------------- | ----------------------------------------------------------- | ------------ |
| 1.  | «You're Not Very Well»                            | John Baker Martin Blunt Jon Brookes Tim Burgess Rob Collins | 3:31         |
| 2.  | «White Shirt»                                     | Blunt Burgess Collins                                       | 3:25         |
| 3.  | «The Only One I Know» (not on all vinyl versions) | Baker Blunt Brookes Burgess Collins                         | 3:58         |
| 4.  | «Opportunity»                                     | Blunt Brookes Burgess                                       | 6:41         |
| 5.  | «Then»                                            | Blunt Brookes Burgess Collins                               | 4:11         |
| 6.  | «109 Pt.2»                                        | Blunt Brookes Burgess Collins                               | 3:18         |
| 7.  | «Polar Bear»                                      | Baker Blunt Brookes Burgess Collins                         | 4:56         |
| 8.  | «Believe You Me»                                  | Blunt Brookes Burgess Collins                               | 3:41         |
| 9.  | «Flower»                                          | Baker Blunt Burgess Collins                                 | 5:27         |
| 10. | «Sonic»                                           | Brookes Burgess Collins                                     | 3:32         |
| 11. | «Sproston Green»                                  | Baker Blunt Burgess Collins                                 | 5:08         |

### Книги
- Burgess, Tim. Telling Stories. — London : Penguin Books, 2013. — ISBN 978-0-241-97196-3.
- Burgess, Tim. One Two Another: Line by Line – Lyrics from the Charlatans, Solo and Beyond. — London : Constable, 2019. — ISBN 978-1-4721-3031-0.
- MusicHound Rock: The Essential Album Guide. — Farmington Hills, Michigan : Visible Ink Press, 1999. — ISBN 1-57859-061-2.
- Heatley, Michael. Rock and Pop: La historia Completa :  []. — Ediciones Robinbook, 2007. — ISBN 978-8496222854.
- Larkin, Colin. The Encyclopedia of Popular Music. — 5th concise. — Omnibus Press, 2007. — ISBN 978-0-85712-595-8.
- Luck, Richard. The Madchester Scene. — Harpenden, Hertfordshire : The Pocket Essentials, 2002. — ISBN 1-903047-80-03.
- Robb, John. The Charlatans: We Are Rock. — London : Ebury Press, 1998. — ISBN 0-0918-6568-9.
- Shea, Stuart. Pink Floyd FAQ. — Milwaukee, Wisconsin : Backbeat Books, 2009. — ISBN 978-0-87930-950-3.
- Stewart, Allison. Charlatans U.K. // The New Rolling Stone Album Guide. — 4th. — Simon & Schuster, 2004. — ISBN 0-7432-0169-8.
- Sutherland, James. The Charlatans // The Rough Guide to Rock. — London : Rough Guides, 2003. — ISBN 978-1-84353-105-0.
- Thompson, Dave. Alternative Rock. — San Francisco, California : Miller Freeman Books, 2000. — ISBN 0-87930-607-6.
- Wills, Dominic. The Charlatans: The Authorised History / Dominic Wills, Tom Sheehan. — London : Virgin Books, 1999. — ISBN 0-7535-0194-5.
- Wilson, Susan. The Charlatans – Northwich Country Boys. — London : UFO Music, 1997. — ISBN 0-7535-0494-4.

### Журналы
- Harrison, Andrew (November 1990). The Only One They Know. Select (5). ISSN 0959-8367.
- Mann, Bill, ed. (12 мая 1990). Advertisement (PDF). Sounds. ISSN 0144-5774.
- Murthi, R.S. (3 марта 1991). Pleasant blend of folk and pop. New Straits Times. Архивировано 27 июня 2022. Дата обращения: 29 июня 2022.
- Wiederhorn, Jon (January 1991). Platter du Jour. Spin. 6 (10). ISSN 0886-3032. Архивировано 29 июня 2022. Дата обращения: 29 июня 2022.
- Wurtzel, Elizabeth (12 ноября 1990). The Garden of Edie. New York. 23 (44). ISSN 0028-7369. Архивировано 28 июня 2022. Дата обращения: 29 июня 2022.